# مؤسسه اطلاعات علمی
مؤسسهٔ اطلاعات علمی یا (ISI) (به انگلیسی: Institute for Scientific Information) مؤسسه‌ای با تمرکز بر علم‌سنجی و انتشارات علمی است که در سال ۱۹۵۶ توسط یوجین گارفیلد تأسیس شد. این مؤسسه توسط مؤسسهٔ علمی تامسون در سال ۱۹۹۲ خریداری و به‌عنوان Thomson ISI شناخته شد و اکنون نیز با نام Thomson Scientific شناخته می‌شود. مؤسسه اطلاعات علمی بخشی از شرکت Thomson Reuters است.
مؤسسهٔ ISI خدمات مربوط به پایگاه‌های دادهٔ فهرست کتاب‌ها و مقالات را ارائه می‌دهد. به‌طور اختصاصی این خدمات نمایه‌سازی مقالات، ارجاع‌ها و تحلیل آن‌ها است که توسط یوجین گارفیلد پایه‌گذاری شده است. این خدمات شامل نگهداری داده‌های استناد مقالات هزاران نشریهٔ دانشگاهی است. این خدمات از طریق سرویس پایگاه دادهٔ ISI's Web of Knowledge در دسترس است. این پایگاه داده به پژوهشگران این امکان را می‌دهد که بدانند کدام مقاله‌ها بیشتر مورد استناد قرار گرفته و چه مقالاتی از این مقاله مطلبی را نقل‌قول کرده‌اند.

## معرفی
این پایگاه به عنوان یکی از ایندکس کننده‌های مؤسسه تامسون رویترز، توانایی دارد تا پژوهشگران را از آنالیز کمی به وجود آمدن پژوهش‌ها و روند تسلسل علوم آگاه سازد؛ و برای این کار ۲۲ رشتهٔ انتخابی از بین مجلات موجود در وب آو ساینس از سراسر دنیا را که در مؤسسه ISI وجود دارد، تحت پوشش قرار می‌دهد و نیز حاوی ابزار آماری برای رتبه‌بندی پژوهشگران، سازمان‌ها، کشورها و مجلات به لحاظ میزان استناد به آن‌ها می‌باشد.
دراین پایگاه جامع به گردآوری آمار و اطلاعات دربارهٔ پیشرفت علوم مبتنی بر شمارش انتشار مقالات مجلات از پایگاه علمی تامسون پرداخته شده؛ و شامل حجم مقالات چاپ شده در ۱۰ سال اخیر این مجلات می‌باشد که حدود شامل ۱۰ میلیون مقاله از ۲۲ رشته خاص است که دوره روزآمد شدن آن هر دوماه یکبار است. این پایگاه یک پایگاه اطلاعات آماری بی نظیر برای سیاست‌گذاران دولت، هیئت‌های علمی دانشگاه‌ها، مدیران تحقیقات پروژه‌ای، تحلیلگران، پژوهشگران، متخصصان اطلاعات دولتی، اعضای فرهنگستان‌ها، صنعت انتشارات، سرویس‌های مالی و سازمان‌های تحقیقاتی می‌باشد. این پایگاه در ISI Web of Knowledge قابل دسترسی است و یک منبع ایدئال برای تجزیه و تحلیل کلی علوم پایه است برای این که ما بتوانیم اطلاعات مورد نیاز خود را دربارهٔ موارد زیر به دست آوریم:
- بررسی میزان پیشرفت علوم ملل، انجمن‌ها، نهادها، سازمان‌ها، نویسندگان، مقالات و مجلات.
- تشخیص روند تحولات مهم در علوم و علوم اجتماعی
- تشخیص پتانسیل بالقوه کارکنان، همکاران، منتقدان، و نیز سازمان‌های رقیب

این پایگاه وسیله‌ای برای پاسخگویی به سئوالات زیر است:
- کدام سازمان‌ها پژوهش‌هایی با بیشترین استناد، در یک رشته خاص تولید کرده است؟
- سازمان مورد نظر ما در کجای این رتبه‌بندی قرار دارد؟
- مقالات ارائه شده توسط یک پژوهشگر در یک رشته خاص، که دارای بیشترین تعداد استناد می‌باشد کدام است؟
- میزان تغییرات استناد از یک سازمان خاص در یک دوره زمان، رو به بالا (رو به پایین) بوده است؟
- مقایسه میزان استنادات انجام شده به افراد، سازمان‌ها، و کشورهای مختلف چگونه است؟

موضوعات تحت پوشش این پایگاه عبارتند از: علوم کشاورزی، زیست‌شناسی و زیست شیمی، شیمی، پزشکی بالینی، علوم کامپیوتر، اقتصاد و بازرگانی، مهندسی، محیط زیست، زمین‌شناسی، ایمنی‌شناسی، علم مواد، ریاضیات، میکروبیولوژی، زیست مولکولی و ژنتیک، آثار میان رشته‌ای، عصب‌شناسی و رفتارشناسی، داروسازی، فیزیک، علوم گیاهی و جانوری، روان‌پزشکی، روان‌شناسی، علوم اجتماعی، و علوم فضا.

## بررسی اعتبار مجلات
آی‌اِس‌آی، سالانه گزارشی را تحت عنوان گزارش استنادی مجلات علمی که با سرواژه جِی‌سی‌آر (به انگلیسی: Journal Citation Reports) معروف است ارائه می‌کند که در آن، مجلات نمایه‌شده در بانک اطلاعاتی خود را بر اساس شاخصی با عنوان ضریب تأثیر رتبه‌بندی می‌کند. در حال حاضر ضریب تأثیر یکی از شاخص‌های اصلی برای اعتبار علمی مجلات علمی محسوب می‌شود. مرجع رسمی بررسی اعتبار مجلات، وبگاه تامسون رویترز است. با داشتن یکی از اطلاعات زیر می‌توان اعتبار مجلات را بررسی نمود:
- نام کامل مجله
- شاپا

در صورتی که مجله مورد نظر در سایت تامسون رویترز نمایه شده باشد، جزئیات آن قابل مشاهده خواهد بود.

## انتخاب دانشمندان برتر جهان
پایگاه استنادی طلایه داران علم تامسون رویترز (ISI-ESI) به ارائه فهرستی از دانشمندان برتر دنیا می‌پردازد که هر دو ماه یکبار براساس آخرین تحولات در شبکه علم بین‌الملل روزآمد می‌شود. مرجعیت علمی مبنای گزینش دانشمندان برتر در پایگاه طلایه داران علم است.
انتخاب فهرست یک‌درصد دانشمندان برتر جهان (Highly Cited Researchers) با بررسی بیش از یازده هزار مجله علمی و در ۲۱ حوزه موضوعی علوم و علوم اجتماعی صورت می‌گیرد و داده‌های مورد استفاده در تحلیل و انتخاب پژوهشگران یک درصد برتر از سامانه شاخص‌های اساسی علم (ESI-ای اس آی) و وب علوم (WOS-وب آو ساینس) استخراج می‌شود. این داده‌ها یک دوره زمانی ده ساله را در بر می‌گیرند.

### حوزه‌های علمی
1. علوم کشاورزی
2. زیست‌شناسی و بیوشیمی
3. شیمی
4. پزشکی بالینی
5. علوم رایانه
6. محیط زیست و اکولوژی
7. اقتصاد و تجارت
8. مهندسی
9. زمین‌شناسی
10. ایمنی‌شناسی
11. علم مواد
12. ریاضیات
13. میکروب‌شناسی
14. ژنتیک و زیست‌شناسی مولکولی
15. علوم اعصاب
16. داروشناسی
17. فیزیک
18. جانورشناسی و گیاه‌شناسی
19. روان‌شناسی و روان‌پزشکی
20. علوم اجتماعی
21. هوا و فضا[۸]

## اثرپذیری در ایران
ای اس آی شاخص اصلی امتیازدهی به اعضای هیئت علمی، مقالات علمی و پایان‌نامه‌های دانشگاهی در ایران است.

### چاپ مقالات ISI در ایران
مقالات ISI نقشی بسیار مهم در فعالیت‌های علمی پژوهشگران در ایران ایفا می‌کند. در ایران بالاترین امتیاز دانشگاهی به پژوهشگری تعلق می‌گیرد که بتواند مقاله خود را در مجله ISI چاپ نماید. طبق بخشنامهٔ وزارت علوم نتیجه فعالیت‌های پژوهشی که به صورت مقاله‌های علمی چاپ می‌شوند بر اساس WOS (یا JCR) بودن یا ISI Listed بودن یا ISC بودن دارای امتیازات جداگانه هستند. به عنوان مثال اگر هزینه طرح پژوهشی از ۵ میلیون تومان بیشتر شود، مجری طرح باید دو مقاله مستخرج از طرح را در یک مجله WOS (یا JCR) چاپ نماید. اگر از ۱۰ میلیون تومان بیشتر شد ۳ مقاله و اگر موفق به چاپ مقاله نشد جریمه می‌شود.
دانشگاه‌های مختلف امتیازات خاصی را برای چاپ مقاله مستخرج از پایان‌نامه در نظر گرفته‌اند. همچنین دانشجویان خارج از کشور برای به تأیید رساندن مدرک خود در وزارت علوم باید یک مقاله مستخرج از رساله دکتری در مجلات WOS چاپ نمایند (مراجعه شود به آخرین بخشنامه در سایت وزارت علوم).
دانشگاه‌های مختلف امتیازات خاصی را برای چاپ مقاله مستخرج از پایان‌نامه در نظر گرفته‌اند. همچنین دانشجویان خارج از کشور برای به تأیید رساندن مدرک خود در وزارت علوم باید یک مقاله مستخرج از رساله دکتری در مجلات WOS چاپ نمایند (مراجعه شود به آخرین بخشنامه در سایت وزارت علوم). مقالات ISI نقش بسیار مهمی در فعالیت‌های علمی پژوهشگران داخل کشور ایفا می‌کند.
در ایران دسترسی به مقالات isi به دلیل تحریم‌های علمی وجود ندارد. در این میان سایت‌هایی وجود دارند که دسترسی به این مقالات را برای محققین ایرانی فراهم کرده‌اند. اگر چه اطلاعات علمی مهم به تمامی زبان‌ها برای چاپ مقاله انجام می‌شود، اما موارد ذکر شده باید به زبان انگلیسی باشد تا تحت داوری و ارزیابی ISI قرار گیرد زیرا ارزیابی کنندگان مجلات علمی در ISI نمی‌توانند عناوین و منابع بکار رفته در مقالات را به زبان انگلیسی ترجمه کنند. داوری علمی و تخصصی مقالات چاپ شده در مجله توسط داوران نام آشنای علمی از جمله عمده‌ترین موارد مورد توجه ارزیابی کنندگان است که گویای اعتبار و غنای علمی مجله است.

### تقسیم‌بندی امتیاز بین نویسندگان در مقاله
امتیازدهی برای اعضای هیئت علمی دانشگاه و اساتید متفاوت از افرادی است که قصد شرکت در مصاحبه دکتری را دارند. در مصاحبه دکتری بیشتر بر تعداد مقالات تأکید می‌شود.
تعداد کم و محدودی از دانشگاه‌ها به جایگاه فرد در مقاله توجه دارند اما در امتیازبندی اعضای هیئت علمی یا انتخاب دانشجوی نمونه و مواردی مانند آن، ترتیب نفرات در بخش نویسندگان مقاله نقشی اساسی دارد.

## نشریات معتبر ISI<re
:Nature نشریه معروفی در حوزه‌های مختلف علوم، از جمله علوم زیستی، فیزیک، شیمی و علوم محیطی.
:Science نشریه دیگری که در حوزه‌های مختلفی از جمله علوم زیستی، فیزیک، شیمی، ریاضیات، علوم اجتماعی و علوم انسانی فعالیت می‌کند.
The Lancet: یکی از نشریات معروف در حوزه پزشکی و بهداشت، که مقالات آن در حوزه‌های گوناگونی از جمله پزشکی عمومی، پزشکی داخلی، زنان و مامایی، پزشکی اورژانس، علوم نوین، علوم پایه و محیط زیست منتشر می‌شود.
Journal of the American Chemical Society: یکی از نشریات معروف در حوزه شیمی، که مقالات آن در زمینه‌های مختلفی از جمله شیمی تجزیه و تحلیل، شیمی محیط زیست، شیمی اتمی و شیمی فیزیکی منتشر می‌شود.
Journal of Applied Psychology: یکی از نشریات معروف در حوزه روان‌شناسی کاربردی، که مقالات آن در حوزه‌هایی از جمله رهبری و مدیریت، روان‌شناسی سازمانی، روان‌شناسی مصرف‌کننده و روان‌شناسی بهداشتی منتشر می‌شود.
:Physical Review Letters یکی از نشریات معروف در حوزه فیزیک، که مقالاتی در حوزه‌های فیزیک ذرات، فیزیک هسته‌ای، فیزیک مادهٔ نرم و فیزیک مادهٔ چگال منتشر می‌شود.
Journal of Finance: یکی از نشریات معروف در حوزه مالی، که مقالاتی در زمینه‌های اقتصاد مالی، سرمایه‌گذاری، مدیریت ریسک، مدیریت مالی و بازار سرمایه منتشر می‌شود.
Journal of Biological Chemistry: یکی از نشریات معروف در حوزه زیست‌شناسی، که مقالاتی در زمینه‌هایی از جمله بیوشیمی، بیولوژی مولکولی، ژنتیک، سلولی و نقش آنزیم‌ها در فعالیت‌های زیستی منتشر می‌شود.